# Cheumatopsyche chihonana
Cheumatopsyche chihonana är en nattsländeart som beskrevs av Kobayashi 1987. Cheumatopsyche chihonana ingår i släktet Cheumatopsyche och familjen ryssjenattsländor. Inga underarter finns listade i Catalogue of Life.